# Sutepia thailandica
Sutepia thailandica är en insektsart som beskrevs av Otte, D. 1988. Sutepia thailandica ingår i släktet Sutepia och familjen syrsor. Inga underarter finns listade i Catalogue of Life.